# Флетчер-стрит (Манхэттен)
Фле́тчер-стрит (англ. Fletcher Street) — односторонняя улица в Нижнем Манхэттене, Нью-Йорк. Флетчер-Стрит проходит от Перл- до Саут-стрит. Своё название улица получила в честь Бенджамина Флетчера, губернатора провинции Нью-Йорк с 1692 по 1697 годы. Улица входит в состав исторического района Саут-Стрит-Сипорт.
В 2015 году по адресу Флетчер-стрит, 30 была возведена 31-этажная гостиница Фэйрфилд-Инн (англ. Fairfield Inn).